# Akademische Gerichtsbarkeit
Akademische Gerichtsbarkeit (auch Universitätsgerichtsbarkeit) bezeichnet die bis teilweise ins 19. Jahrhundert bestehende unabhängige und eigenständige Gerichtsbarkeit an Universitäten.

## Entstehung

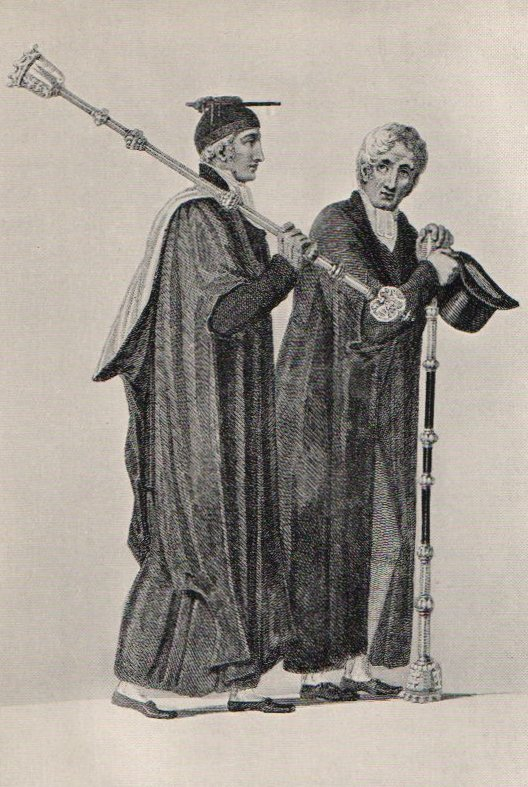
Pedelle der Universität Cambridge mit Universitätszeptern

In der Anfangszeit der Universitäten war die dortige Gerichtsbarkeit unterschiedlich geregelt, je nachdem, ob Kirche oder Landesherr ihren Einfluss geltend machen konnten. Im Jahr 1155 erhielt die Universität Bologna von Friedrich Barbarossa durch das sogenannte Scholarenprivileg (authentica habita) eine rechtliche Autonomie. Durch die eigene Gerichtsbarkeit war der Rektor der Universität unter anderem für den Schutz der Dozenten und Studenten verantwortlich. An der Sorbonne hingegen unterstanden Lehrende und Lernende der kirchlichen Gerichtsbarkeit. Der Universitätskanzler übte sie aus. Er wachte über die Reinheit der Lehre, das Verhalten der Studenten und der Professoren und verlieh die akademischen Grade.
Das Prinzip der Akademischen Gerichtsbarkeit wurde in der Reformationszeit beibehalten, auch dort, wo protestantische Fürsten ihre eigenen Landesuniversitäten gründeten.
Die akademische Gerichtsbarkeit umfasste nicht nur die Professoren und Studenten, sondern auch alle Angestellten der Universität. Man sprach auch von der civitas academica (deutsch: „Akademische Bürgerschaft“), also von der Universität als politischer Einheit. Da diese Neugründungen oft in abgelegenen Provinzstädten erfolgten, wäre die lokale Gerichtsbarkeit mit der Verantwortung für Gelehrte überfordert gewesen. Die Universitäten verstanden sich nach wie vor als eigener Rechtsraum, der größtenteils von ihrer unmittelbaren Umgebung abgesondert sein sollte.

## Ausgestaltung

Teil der akademischen Gerichtsbarkeit – Der Karzer

Die seit dem Mittelalter als Körperschaften fungierenden Universitäten führten besondere Insignien oder Hoheitszeichen, so unter anderem Amtszepter, Matrikelbuch und Statutenbuch. Mit ihnen verdeutlichten sie den Anspruch, im Rahmen der jeweiligen gesellschaftlichen Ordnung über einen eigenen Rechtsbereich zu verfügen. Die Universitätsmatrikel ist das Verzeichnis der Mitglieder einer Universität. Diese werden dort anhand von Matrikelnummern identifiziert. Die individuelle Registrierung als universitätszugehörige Person bedeutete im europäischen Mittelalter und in der Frühen Neuzeit die neue Zugehörigkeit zu einer anderen Gerichtsbarkeit. Teilweise erstreckte sich die Akademische Gerichtsbarkeit über alle Bereiche und wurde sogar bei Kapitalverbrechen tätig.
Ausgestaltet war die akademische Gerichtsbarkeit unter anderem mit universitätsinternem Gericht, mit dem Amt des Pedell, eigenen Rechtsanwälten und Aktuaren. An Strafen konnten Stuben- und Stadtarrest sowie Karzer-Aufenthalt verhängt werden, ebenso Geldstrafen und das Consilium abeundi.
Mit dem Gerichtsverfassungsgesetz 1877 wurde die akademische Gerichtsbarkeit in Deutschland abgeschafft. Nur die Disziplinargewalt über die Studenten bestand weiter. In Preußen wurde dazu am 29. Mai 1879 das Gesetz, betreffend die Rechtsverhältnisse der Studierenden und die Disziplin auf den Landesuniversitäten, der Akademie zu Münster und dem Lyzeum Hosianum in Braunsberg erlassen, das weiterhin Maßnahmen gegen Studenten enthielt, darunter Karzerhaft und Verweis von der Universität.